# Wilver Villegas-Palomino
Wilver Villegas-Palomino (né le 21 octobre 1981 à Curumaní) est un narcoterroriste colombien qui est un des chefs de l'Armée de libération nationale et l'une des personnes figurant sur la liste des dix fugitifs les plus recherchés du FBI qui propose 5 000 000 $ pour sa capture.
Il est recherché pour des activités de trafic de drogue pour le compte du Front de guerre du Nord-Est de l'ELN dans la région de Catatumbo en Colombie et au Venezuela. Un mandat d'arrêt fédéral a été émis contre Villegas-Palomino par le tribunal de district des États-Unis, district sud du Texas, division de Houston, le 13 février 2020, après qu'il a été accusé de narco-terrorisme, de complot international de distribution de cocaïne et de distribution internationale de cocaïne.